# Ammonitina
Ammonitina — підряд викопних молюсків ряду амоніти (Ammonitida). Представники підряду мешкали протягом юрського та крейдяного періодів. Мали типову спіралеподібну, товсту мушлю з великими поперечними ребрами. Деякі види мають шипи на ребрах, інші види мають гладку мушлю.

## Класифікація
Група містить такі надродини:
- Acanthoceratoidea
- Desmocerataceae
- Endemocerataceae
- Eoderocerataceae
- Hammatoceratoidea
- Haplocerataceae
- Hildoceratoidea
- Hoplitaceae
- Perisphinctaceae
- Psilocerataceae
- Stephanocerataceae